# Drosanthemum quadratum
Drosanthemum quadratum är en isörtsväxtart som beskrevs av Klak. Drosanthemum quadratum ingår i släktet Drosanthemum och familjen isörtsväxter. Inga underarter finns listade i Catalogue of Life.